# Бисті Дмитро Спиридонович
Бисті (Бісті) Дмитро Спиридонович (27 червня 1925, Севастополь — 21 жовтня 1990, Москва) — художник-графік грецького походження. Народний художник РРФСР (1984). Член-кореспондент (1979), дійсний член та віцепрезидент Академії мистецтв СРСР (1988). Лауреат Державної премії СРСР (1978). Батько художника Андрія Бисті.

## Навчання
Закінчив художню школу при Московському художньому педагогічному училищі пам'яті повстання 1905 року (1941), середню школу робітничої молоді (1946). Навчався в Московському поліграфічному інституті (1947—1952) у художників-графіків А. Д. Гончарова та П. Г. Захаров — продовжувачів традицій В. А. Фаворського. Дипломна робота — оформлення і ілюстрації до роману «Господа Головлевы» М. Є. Салтикова-Щедріна.

## Творчість
Працював художником-ілюстратором у видавництвах «Художественная литература», «Молодая гвардия», «Искусство», «Современник» та ін. З 1955 р. — учасник виставок книжкової графіки. З 1963 року мав персональні виставки в СРСР і за кордоном.
Нагороди на міжнародних виставках: Лейпциг (1965, 1971, 1977, 1982), Любляна (1969), Москва (1975), Премія Йоганна Гутенберга від Ради міста Лейпциг (1985) та ін.
Автор ілюстрацій до «Слова о полку Ігоревім» (1984—1986), «Енеїди» Івана Котляревського.
Улюблена техніка — ксилографія (гравюра на дереві), ряд робіт виконано в техніці офорта, кольорової ксилографії.
Значна частина творчості художника присвячена книжковому дизайну, шрифтам, конструюванню книжкових макетів, оформленню обкладинок, титульних аркушів тощо.
Оформлювач видань:
- «Стихи и сказки» С. Михалкова (1953),
- «Железный поток» О. Серафимовича (1957),
- «Одіссея» (1959) та «Іліада» (1978) Гомера,
- «Избранное» Дж. Байрона (1960),
- «Жажда жизни» I. Стоуна (1961),
- альбом «Античная скульптура» (1962),
- збірка «Эллинские поэты» (1963),
- «Лирические эпиграммы» С. Маршака (1965),
- «В стране водяных» (1970) та «Новеллы» (1974) А. Рюноске,
- «Песнь о Роланде» (1976),
- «Сажайте розы в проклятую землю» Е. Веверіса (1977) та ін.

Брав участь у створенні 200-томної «Библиотеки всемирной литературы» (1978, Державна премія СРСР).
Твори художника зберігаються у Третьяковській галереї, Російському музеї, багатьох музеях Росії, України та інших країн. Наприкінці 1980-х рр. повна серія ілюстрацій до «Слова о полку Ігоревім» (понад двадцять робіт) надійшла від автора до Сумського художнього музею.
Помер 21 жовтня 1990 року у Москві, похований на Кунцевському кладовищі.